# Махаон
Махаон (на латински: Machaon; на гръцки: Μαχάων, Μαχάωνος) в древногръцката митология е митически цар на Трика в Тесалия, син на Асклепий и Епиона. Прочут лечител. Брат на Подалирий, Панацея, Хигия, Ясо. Заедно с Подалирий, по време на Троянската война предвождат тесалийската армия. Той излекува Филоктет по време на войната. Убит от царицата на амазонките Пентезилея.